# Selección femenina de rugby 7 de Chile
La selección femenina de rugby 7 de Chile, también llamada Las Cóndores, es el equipo nacional de la modalidad de rugby 7 (7 jugadoras) y está regulada por Chile Rugby.
Participa anualmente en los torneos sudamericanos de la especialidad.

## Historia
El seleccionado se formó por primera vez en 2004, para participar en el primer campeonato sudamericano de rugby 7 disputado en Barquisimeto, Venezuela obteniendo el sexto puesto.
En el torneo sudamericano de 2011 jugado en Brasil, logró por primera vez subirse al podio de la competición, obteniendo el tercer puesto luego de vencer a Uruguay por un marcador de 17 a 12 en la definición por dicho lugar.
Participó en el primer torneo de la modalidad de rugby 7 en los Juegos Suramericanos disputados en Santiago obteniendo el quinto puesto.
En el Sudamericano de 2019 disputado en Asunción vuelve a obtener la tercera posición luego de vencer a Perú en la definición por el bronce del torneo.
En el sudamericano de 2020 disputado en Montevideo, Uruguay, por primera vez el seleccionado es dirigido por una mujer, siendo la primera selección adulta de rugby del país en realizarlo, para este cometido fue designada Úrsula Álvarez.
En agosto de 2022, participó en el Challenger Series 2022, el primer torneo de alto nivel disputado en su historia, finalizando en la décima posición luego de perder por 29 a 10 en la definición del noveno puesto frente a Sudáfrica.
En noviembre de 2023, el seleccionado fue anfitrión del torneo de rugby 7 de los Juegos Panamericanos de Santiago 2023, obteniendo el séptimo lugar luego de vencer a Jamaica por 34 a 5 en la definición por la mencionada posición.

## Plantel

### Sudamericano 2024
| Cóndores VII           |
| ---------------------- |
| Beatriz Araneda        |
| Natalia Arriagada      |
| Antonieta Badilla      |
| Nataly Badilla         |
| Paz Cortés             |
| Javiera Fuentes        |
| Banelly González       |
| Camila Igor            |
| María Teresa Marín     |
| Catalina Miranda       |
| Daniela Rojas          |
| Valeria Vera           |
| DT: Francisco Saavedra |

## Proveedores
Listado de marcas que vistieron a la selección chilena:
| Período            | Proveedor       |
| ------------------ | --------------- |
| Marzo de 2021-2024 | Umbro           |
| 2024-Actualidad    | Marathon Sports |

## Participación en copas
| - No ha clasificado - Challenger Series 2022: 10° puesto - Toronto 2015: No clasificó - Lima 2019: No clasificó - Santiago 2023: 7° puesto - Santiago 2014: 5º puesto - Cochabamba 2018: No participó - Asunción 2022: 5° puesto - Ayacucho 2024: 2º puesto - Circuito Sudamericano de Seven Femenino 2013-14: - República - 4° puesto / Mar del Plata - 4° puesto - Circuito Sudamericano de Seven Femenino 2014-15: - República - 4° puesto / Mar del Plata - 4° puesto | - Barquisimeto 2004: 6º puesto - São Paulo 2005: 5º puesto - Viña del Mar 2007: 5º puesto - Punta del Este 2008: 6º puesto - São José dos Campos 2009: 6º puesto - Mar del Plata 2010: 5º puesto - Bento Gonçalves 2011: 3º puesto - Río de Janeiro 2012: 5º puesto - Río de Janeiro 2013: 6º puesto - Santa Fe 2015: 6º puesto - Río de Janeiro 2016: 6º puesto - Villa Carlos Paz 2017: 6º puesto - Montevideo 2017: 6º puesto - Montevideo 2018: 5º puesto - Asunción 2019: 3º puesto - Lima 2019: 6º puesto - Montevideo 2019: 6º puesto - Montevideo 2020: 6º puesto - Montevideo 2021: 6º puesto - Saquarema 2022: 5º puesto - Montevideo 2023: 5º puesto - Asunción 2023: 3º puesto - Lima 2024: 5º puesto - Lima 2025: 6º puesto |

## Palmarés
- Medalla de Plata Juegos Bolivarianos (1): 2024.
- Copa de Plata Campeonato Sudamericano (2): 2011, 2022.
- Copa de Bronce Campeonato Sudamericano (7): 2005, 2010, 2012, 2014, 2018, 2019-II, 2023-II.

## Estadísticas
- Solo se contabilizan partidos de la selección mayor en torneos oficiales.[7]
- Historial actualizado hasta el 25 de mayo de 2024.

| Oponente             | Jugados | Ganados | Perdidos | Empatados | % de victorias |
| -------------------- | ------- | ------- | -------- | --------- | -------------- |
| Argentina            | 26      | 1       | 24       | 1         | 3.8            |
| Bolivia              | 1       | 1       | 0        | 0         | 100.0          |
| Brasil               | 15      | 0       | 15       | 0         | 0.0            |
| Canadá               | 1       | 0       | 1        | 0         | 0.0            |
| China                | 1       | 0       | 1        | 0         | 0.0            |
| Colombia             | 20      | 0       | 17       | 3         | 0.0            |
| Costa Rica           | 7       | 7       | 0        | 0         | 100.0          |
| Guatemala            | 4       | 4       | 0        | 0         | 100.0          |
| Invitación VII       | 1       | 1       | 0        | 0         | 100.0          |
| Jamaica              | 1       | 1       | 0        | 0         | 100.0          |
| Kenia                | 1       | 0       | 1        | 0         | 0.0            |
| México               | 2       | 2       | 0        | 0         | 100.0          |
| Panamá               | 2       | 2       | 0        | 0         | 100.0          |
| Paraguay             | 29      | 15      | 14       | 0         | 51.7           |
| Perú                 | 25      | 20      | 5        | 0         | 80.0           |
| República Dominicana | 1       | 1       | 0        | 0         | 100.0          |
| Sudáfrica            | 2       | 0       | 2        | 0         | 0.0            |
| Uruguay              | 28      | 12      | 14       | 2         | 42.8           |
| Venezuela            | 11      | 5       | 6        | 0         | 44.4           |
| Total                | 178     | 72      | 100      | 6         | 40.44          |

## Resultados destacados
|    | Año  | Rival          | Resultado | Diferencia |
| -- | ---- | -------------- | --------- | ---------- |
| 1  | 2021 | Panamá         | 60-0      | +60        |
| 2  | 2024 | R. Dominicana  | 52-0      | +52        |
| 3  | 2019 | Uruguay        | 54-5      | +49        |
| 4  | 2007 | Invitación VII | 48-0      | +48        |
| 5  | 2020 | Costa Rica     | 46-0      | +46        |
| 6  | 2007 | Perú           | 45-0      | +45        |
| 7  | 2015 | Perú           | 42-0      | +42        |
| 8  | 2024 | Bolivia        | 41-0      | +41        |
| 9  | 2019 | Guatemala      | 39-0      | +39        |
| 10 | 2022 | Venezuela      | 38-0      | +38        |

|    | Año  | Rival     | Resultado | Diferencia |
| -- | ---- | --------- | --------- | ---------- |
| 1  | 2017 | Brasil    | 55-0      | -55        |
| 2  | 2017 | Argentina | 55-0      | -55        |
| 3  | 2009 | Argentina | 46-0      | -46        |
| 4  | 2017 | Paraguay  | 46-0      | -46        |
| 5  | 2025 | Brasil    | 45-0      | -45        |
| 6  | 2016 | Argentina | 41-0      | -41        |
| 7  | 2016 | Brasil    | 41-0      | -41        |
| 8  | 2004 | Venezuela | 41-0      | -41        |
| 9  | 2023 | Brasil    | 41-0      | -41        |
| 10 | 2025 | Paraguay  | 41-0      | -41        |